# Porto da Pedra (bairro)
Porto da Pedra é um bairro do município de São Gonçalo. 
É conhecido por abrigar a escola de samba de mesmo nome, diversas vezes campeã do carnaval da Cidade, atualmente disputando o Carnaval Carioca. Cuja sede se tornou Espaço Cultural Porto da Pedra, com o famoso Baile Funk do Castelo das Pedras, atualmente volta a ser usado com quadra da escola.
O surgimento do bairro está relacionado ao porto que a localidade abrigava. Este porto, abastecido por burros de carga e cargueiro de bois, levavam a produção agrícola até os barcos que neles atracavam.